# Damsranbelegiyn Doksom
 (novembre 2021).
Si vous disposez d'ouvrages ou d'articles de référence ou si vous connaissez des sites web de qualité traitant du thème abordé ici, merci de compléter l'article en donnant les références utiles à sa vérifiabilité et en les liant à la section « Notes et références ».
Damsranbelegiyn Doksom (en mongol : Дансранбилэгийн Догсом ; 1884 - 27 juillet 1941) était un éminent leader révolutionnaire et une figure politique de la post-révolution en république populaire de Mongolie. Il a été président du Présidium du grand Khoural d'État (chef d'État titulaire) de la république populaire de Mongolie de 1936 jusqu'à sa purge en 1939.

## Biographie

### Jeunesse et carrière
Doksom est né en 1884 dans le district actuel de Bayan-Ovoo de la province de Khentii. Alphabétisé dès son plus jeune âge, il travaille d'abord comme scribe dans ses assemblées de district et de province, puis au ministère des finances pendant le Bogdo Khan. En 1915, il participa en tant que scribe aux négociations qui aboutirent au traité de Kiakhta (en).

### Révolution de Mongolie extérieure de 1921
En 1919, Doksom a rejoint le groupe de résistance révolutionnaire Züün Khüree (Khüree de l'Est), qui comptait parmi ses membres Soliin Danzan (en) et Damdin Sükhbaatar. Le 25 juin 1920, Züün Khüree fusionne avec le groupe Konsulyn Denj (Dambyn Chagdarjav, Darizavyn Losol (en), Horloogiyn Choybalsan et Dogsomyn Bodoo) pour devenir le Parti du peuple mongol (MPP), rebaptisé plus tard le Parti révolutionnaire du peuple mongol (MPRP) en 1924. Il était l'un des sept révolutionnaires originaux, "les sept premiers", à se rendre en Russie soviétique en 1920 pour établir les premiers contacts avec les bolcheviks et chercher de l'aide dans leur lutte révolutionnaire. Avant la révolution, Doksom et Bodoo sont retournés à Khüree, où ils ont travaillé pour élargir les effectifs du parti et former une armée.
Après la révolution mongole extérieure de 1921, Doksom a occupé une série de postes au sein du gouvernement révolutionnaire, notamment au ministère de l'Intérieur, au ministère de la Guerre, au Comité central du MPP et au Conseil économique. Il a été conseiller dans les districts frontaliers de la province de Khovd (1924-1926), premier secrétaire à l'ambassade de Mongolie à Moscou (1926-1927), à nouveau conseiller à Altanbulag (1928-1929), directeur du musée révolutionnaire et maire d'Oulan-Bator de 1930 à 1932, puis représentant de la Mongolie en république populaire de Touva de 1933 à 1934. En février-mars 1936, Doksom est élu au Présidium (ou Politburo) du Comité central du MPRP et en même temps président du grand Khoural d'État, faisant de lui le chef d'État titulaire.

### Purge
Peu de temps après être devenu président du Présidium du grand Khoural d'État en 1936, Doksom et le Premier ministre Anandyn Amar ont agacé le ministre de l'Intérieur Choybalsan et Moscou en graciant des prisonniers impliqués dans l'affaire du réseau d'espionnage de Lkhümbe (en) en l'honneur du quinzième anniversaire de la révolution. Les ennemis de Doksom, en particulier Choybalsan, ont utilisé l'événement pour le connecter au réseau d'espionnage fictif et l'accuser d'être de mèche avec les impérialistes japonais. En juillet 1939, alors que les répressions staliniennes en Mongolie (en) touchaient à leur fin, Choybalsan organisa l'arrestation de Doksom et Darizavyn Losol sur des accusations de contre-révolution. Outre Choybalsan lui-même, les deux étaient les derniers membres restants des fondateurs originaux des "sept premiers" du MPP. Il fut envoyé à Moscou et jugé le 8 juillet 1941 sous les autorités soviétiques. Il a été exécuté le 27 juillet de la même année.
Doksom a été réhabilité et réintégré en tant que membre du parti selon une proclamation de la Commission de réhabilitation faite le 25 janvier 1967.